# 거창 고견사 석조여래입상
거창 고견사 석조여래입상(居昌 古見寺 石造如來立像)은 대한민국 경상남도 거창군에 있는, 신라 문무왕 7년(177)에 창건된 고견사 경내에 안치되어 있는 석조여래상이다.
1988년 12월 23일 경상남도의 유형문화재 제263호 고견사 석불으로 지정되었다가, 2018년 12월 20일 현재의 명칭으로 변경되었다.

## 개요
석불은 신라 문무왕 7년(177)에 창건된 고견사 경내에 안치되어 있는 석조여래상으로 재질은 화강암이다. 머리는 육계가 뚜렷한 소발형이며, 두광은 단판연화문과 연주문으로 처리되어 그 당시의 조형미를 나타내고 있다. 불상은 높이 220cm, 광배너비 120cm, 어깨너비는 75cm이며 전체적으로 당당한 모습과 토속적인 인상을 풍긴다.

## 참고 문헌
- 거창 고견사 석조여래입상 - 국가유산청 국가유산포털